# Duvanska industrija Vranje
Duvanska industrija Vranje (skraćeno DIV) se bavi proizvodnjom cigareta i nalazi se u Vranju.

## Istorija
Duvanska industrija Vranje (DIV) je preduzeće koje je osnovano 1885. godine. Dugo je bila jedina industrija na jugu Srbije. Posle 125 godina, menja vlasnika i ime u Britiš ameriken tobako (BAT).
BAT je u Srbiji prisutan od 1996. godine, a Duvansku industriju Vranje kupio je 2003. godine. Danas kompanija zapošljava oko 300 ljudi u Srbiji. U leto 2003. Vlada Srbije raspisala je tender za prodaju duvanskih industrija u Nišu i Vranju, pa su u jesen iste godine one prešle u ruke multinacionalnih kompanija Filip Moris i Britiš amerikan tobako. Filip Moris tada je preuzeo Duvansku industriju Niš za ukupno 518 miliona evra, dok je BAT preuzeo DIV iz Vranja za 87 miliona evra. Više od 100 miliona evra investicija kompanije BAT u DIV rezultiralo je četvorostrukim porastom proizvodnje i utrostručenom produktivnošću fabrike u Vranju od 2003. godine.

## Galerija
- Kent
- Laki strajk
- Pal Mal
- Vajsroj